# Spencer Boldman
Spencer Thomas Boldman (né le 28 juillet 1992 à Dallas au Texas aux États-Unis) est un acteur américain. Il est surtout connu pour son rôle d'Adam Davenport dans la série de Disney XD Les Bio-Teens et pour son rôle de Jackson Kale dans le Disney Channel Original Movie Zapped aux côtés de Zendaya Coleman. Il est aussi apparu dans un épisode de la série télévisée Jessie au côté de Debby Ryan en 2013.

## Biographie

### Carrière
Spencer Boldman est né et a grandi dans une petite ville juste à l'extérieur de Dallas, Texas. Il a trouvé sa passion pour la comédie au collège quand il eut le rôle principal dans une pièce dans son école. Spencer a réalisé qu'il voulait être un acteur professionnel et a commencé des allers et retours à Los Angeles fréquemment. Le premier vrai rôle de Spencer était celui de Nate dans l'épisode 3 de la saison 3 du sitcom iCarly. Il a également été lancé dans deux projets pilotes pour Disney qui n'ont jamais été diffusés. En 2012, il décroche un des rôles principaux dans le sitcom de Disney XD Les Bio-Teens dans le rôle de Adam Davenport aux côtés de Billy Unger, Kelli Berglund et Tyrel Jackson Williams. Ce personnage est un adolescent bionique avec le pouvoir de la force, il est le plus idiot de la bande mais aussi le plus grand. Grâce à ce rôle, il devint très connu. Il devient aussi connu pour son rôle de French Samuels dans le téléfilm 21 Jump Street aux côtés des acteurs Channing Tatum et Jonah Hill. En 2014, il décroche un des rôles principaux du Disney Channel Original Movie Zapped aux côtés de l'actrice, chanteuse et danseuse Zendaya Coleman qui a notamment joué dans le rôle de Rocky Blue dans la série de Disney Channel Shake It Up.

## Filmographie

### Cinéma
- 2012 : 21 Jump Street : French Samuels
- 2014 : Rodeo Princess 2: L'Été de Dakota (Dakota's Summer) : Bryce
- 2018 : Cruise : Gio Fortunato

### Télévision
- 2009 : iCarly (Série TV) : Nate
- 2009 : Jack and Janet Save the Planet (Téléfilm) : Jack
- 2010-2011 : I'm in the Band : Ma vie de rocker (Série TV) : Bryce Johnson
- 2011 : Billion Dollar Freshmen (Téléfilm) : Adam
- 2012-2016 : Les Bio-Teens (Lab Rats) (Série TV) : Adam Davenport
- 2013 : Jessie (Série TV) : Ted Hoover
- 2014 : Zapped (Téléfilm) : Jackson Kale
- 2015 : Mighty Med, super urgences (Série TV) : Adam Davenport